# Livia Acosta Noguera
Livia Acosta Noguera fue una diplomática venezolana en Miami, Estados Unidos, y miembro destacada del Servicio Bolivariano de Inteligencia Nacional (SEBIN). Fue declarada como persona no grata por el Departamento de Estado de los Estados Unidos después de una investigación del FBI sobre señalamientos de planear ciberataques de instituciones gubernamentales y plantas nucleares en los Estados Unidos.

## Biografía
Antes de la presidencia de Hugo Chávez, Acosta trabajó en el Seminario Bautista de Venezuela. En el 2000, se convirtió en directora del Fondo de Desarrollo de Microfinanzas para Proyectos Especiales, centrándose en la promoción del microcrédito para los desfavorecidos. En 2001 y 2002, Acosta ayudó a organizar los Círculos Bolivarianos que se utilizaron para promover la ideología de Chávez en Venezuela e internacionalmente. En 2003, comenzó a trabajar en la embajada en República Dominicana hasta 2006. En 2007 se convirtió en la segunda secretaria de la embajada en México a cargo de asuntos culturales, trabajando para la defensa cultural y política y creó relaciones con grupos como el partido de izquierda mexicano Revolución Democrática. En 2010, Acosta se trasladó a la embajada en Perú hasta marzo de 2011, cuando fue nombrada cónsul de Venezuela en Miami.

## Acusaciones de ataques cibernéticos
Según un reportaje de investigación de Univision titulado La amenaza iraní, mientras Acosta era agregada cultural en México, supuestamente se reunió con piratas informáticos mexicanos que planeaban lanzar ataques cibernéticos contra la Casa Blanca, el FBI, el Pentágono y varias plantas nucleares. En 2008, Acosta se asoció con activistas y líderes de las embajadas de Cuba e Irán en México, y con el grupo de estudiantes y profesores de la Universidad Nacional Autónoma de México.(UNAM). El plan se descubrió luego de que estudiantes de la UNAM, haciéndose pasar por piratas informáticos, denunciaran a un profesor de izquierda que incitaba a los estudiantes a cometer actos de sabotaje y grababa conversaciones con diplomáticos luego de decidir no realizar sabotaje. En una de las conversaciones grabadas, Acosta pidió acceso a hackers al sistema informático de plantas nucleares en Estados Unidos y aseguró que le daría la información a Hugo Chávez. Acosta también pidió a los supuestos hackers monitorear operaciones bancarias, bienes y transportes de críticos del gobierno venezolano y monitoreo adicional al personal militar venezolano en México.
Tras el informe de Univision, los miembros del Congreso de los Estados Unidos escribieron una carta al Departamento de Estado para investigar la acusación y, si se determinaba que era cierta, les decían que "la declararan persona non grata y exigieran su salida inmediata del país". Estados Unidos". El Departamento de Estado calificó el informe de "muy perturbador" y el FBI inició una investigación. Luego de la investigación, el FBI entregó una consulta al Departamento de Estado que condujo a que Acosta fuera declarado persona non grata.